# Upper Canada Village
Upper Canada Village est un musée en plein air situé à Morrisburg en Ontario, (Canada), qui représente un village du XIXe siècle dans le Haut-Canada.
La construction d'Upper Canada Village a commencé en 1958 dans le cadre du projet de la Voie maritime du Saint-Laurent, qui a nécessité l'inondation de dix collectivités de la région, connues sous le nom Les villages perdus (en). Upper Canada Village faisait partie du plan de préservation du patrimoine du projet. Bon nombre des bâtiments de Upper Canada Village ont été transportés directement des villages pour être inondés. Le parc a été ouvert au public en 1961, géré par la Commission des parcs du Saint-Laurent (en).